# Zámečnická svěrka

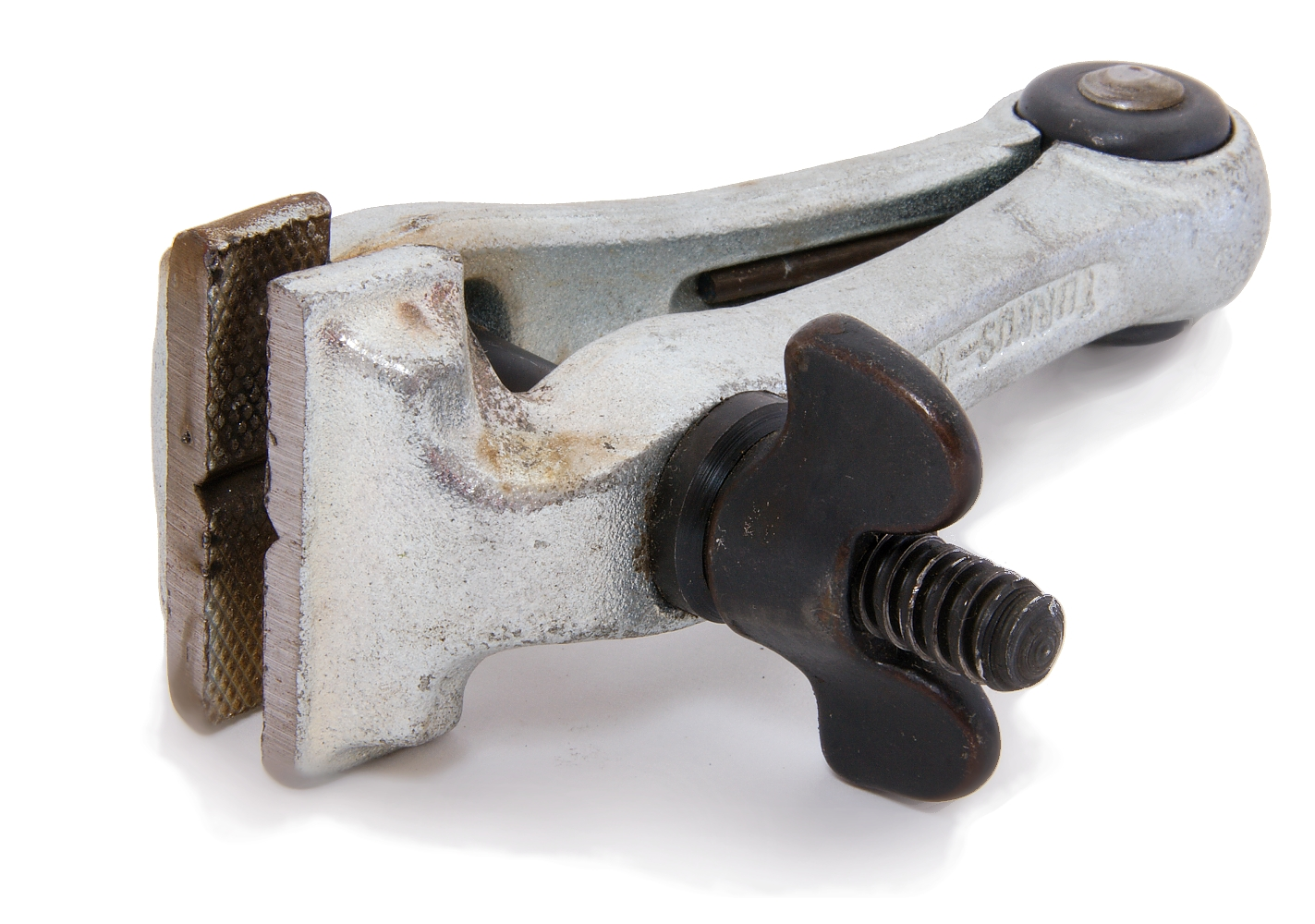
svorka

Zámečnická svěrka je ruční pomůcka (svěrka) se širokou hlavou a křídlovou maticí. Silný, vysoce spolehlivý typ sestrojený k uspokojení požadavků při zámečnických pracích. Zámečnická svěrka je opatřena vroubkovanými čelistmi a křídlovou maticí na trapezovém závitu. Používá se pro drobné zámečnické práce jako např. svařování, vrtání, nýtování, atd. ....